# Earl Slick
Earl Slick (nacido Frank Madeloni en Brooklyn, Nueva York, 1 de octubre de 1952) es un guitarrista más conocido por sus colaboraciones con David Bowie, John Lennon, Yoko Ono y Robert Smith, aunque también ha trabajado con otros artistas como John Waite, Tim Curry y David Coverdale, además de la publicación de varios discos en solitario.

## Carrera musical
A principios de la década de 1970, Earl Slick se ganó su reputación en la escena musical de Nueva York como guitarrista mientras tocaba en una banda llamada Mack Truck con el cantautor Jimmie Mack y su hermano, el baterista Jack Mack. Su trabajo con el cantante y compositor escocés Jim Diamond dio como resultado el dúo Diamond Slick. Viajaron y dieron actuaciones por un corto tiempo a finales de la década de 1970.
Slick fue contratado inicialmente por David Bowie para sustituir a Mick Ronson como guitarrista para la gira Diamond Dogs en 1974 (el álbum en vivo David Live fue entresacado de esta gira). Slick también tocó la guitarra solista en el Young Americans y Station to Station, publicados en 1975 y 1976 respectivamente. El sonido de Slick era tan poderoso que hizo del último álbum "Stay" un favorito perdurable de los fanes de Bowie y de virtuosismo de la guitarra por igual. Después de invalidar el manejo de Bowie, Slick fue reemplazado como guitarrista principal de Station To Station tour (1976) , su papel de fue tomado por Stacey Heydon. Slick continuó trabajando en el estudio con el ex Mott the Hoople frontman Ian Hunter, John Lennon y Yoko Ono, pero también formó su propia banda en solitario, dando a conocer tanto Razor Sharp como Earl Slick Band en 1976. Slick actuó con Lennon y Ono en Double Fantasy. Durante las sesiones de Double Fantasy, el material de Milk And Honey de 1984 se registró también. Slick también se incorporó a Ono en el estudio para su álbum en solitario, Season of Glass.

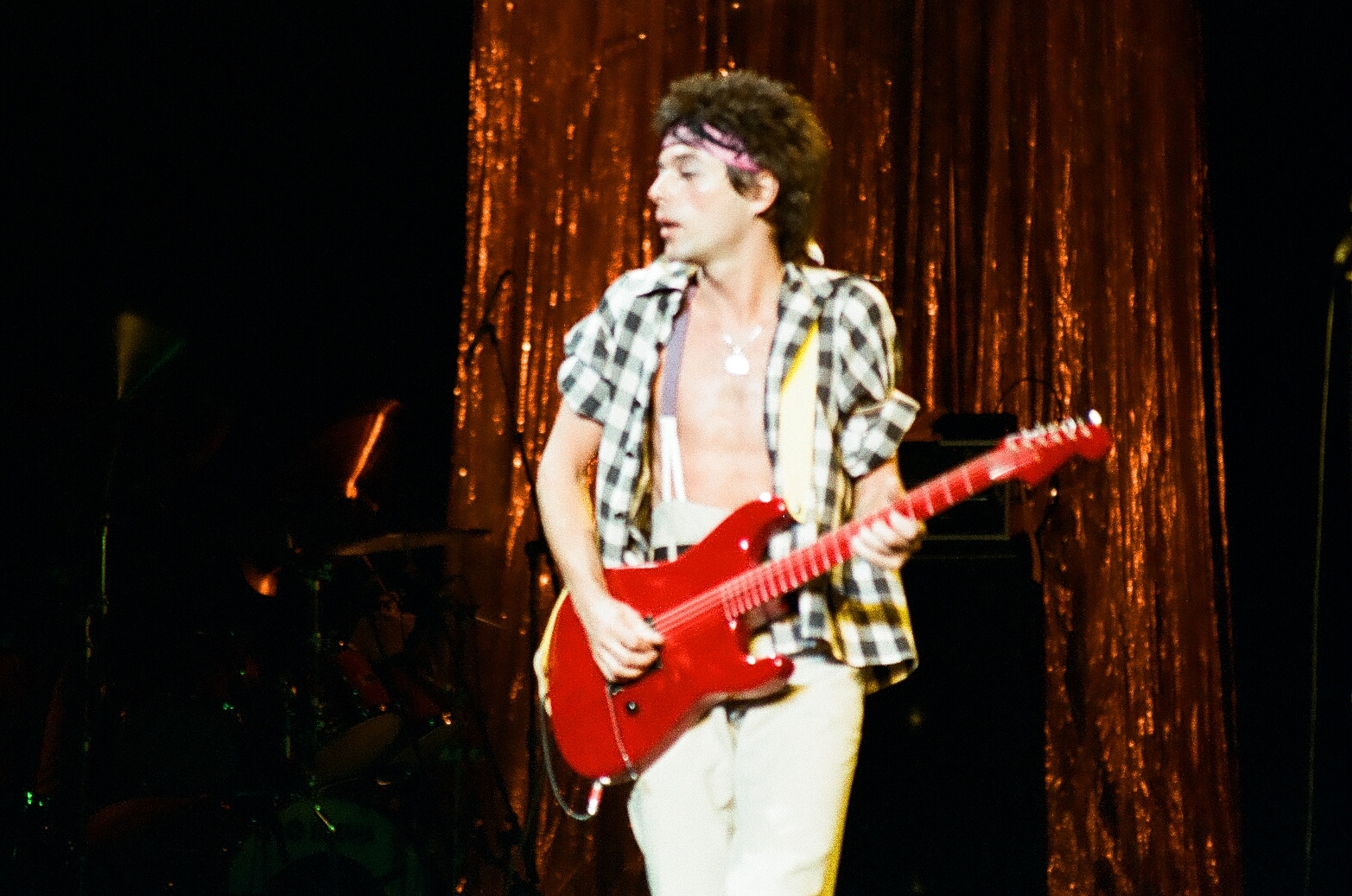
Earl Slick en 1983 durante la gira de David Bowie de Serious Moonlight Tour.

Slick volvió con Bowie para Serious Moonlight Tour en 1983, que apoyó álbum Let's Dance. Irónicamente, Slick, quien había sido depuesto como guitarrista desde 1976 para gira de Bowie, fue la sustitución de plomo y guitarrista de última hora para este 1983, en sustitución de Stevie Ray Vaughan.
Después de Serious Moonlight Tour, Slick contribuyó al álbum homónimo de Box of Frogs. Slick luego formó Phamton, Rocker & Slick con Slim Jim Phantom y Lee Rocker. La banda lanzó dos discos, "Phantom, Rocker y Slick" y "Cover Girl". Keith Richards de los Rolling Stones contribuyó en una actuación para el sencillo "My Mistake" - una experiencia que Slick cita como uno de los más memorables de su carrera. Entre los dos álbumes de Phantom, Rocker y Slick, Slick apareció con Carl Perkins y una serie de otros músicos como Eric Clapton, George Harrison, Ringo Starr, y Roseanne Cash en 1985 con Blue Suede Shoes: A Rockabilly Sesión.
En 1990, Slick colaboró con David Glen Eisley en la banda Dirty White Boy, que solo lanzó un álbum, Bad Reputation (1990). También tocó brevemente en Little Caesar en 1991-92. Trabajando con el mentor Michael Kamen, Slick contribuyó a varias bandas sonoras en la década de 1990, incluyendo Hudson Hawk y Nothing but Trouble. Él lanzó otro disco en solitario, In Your Face en 1991.
Los inicios del siglo XX vieron el retorno de Slick al ruedo con David Bowie, que aparece en los álbumes de estudio Heathen (2002) y Reality (2003). Slick realizó una gira con Bowie en apoyo de esos discos, así colaboró en el DVD y doble CD de Bowie A Reality Tour (álbum). Trabajando con el productor Mark Plati Slick lanzó un álbum en solitario, Zig Zag, que contó con actuaciones de artistas invitados como David Bowie, Robert Smith, Joe Elliott, Royston Langdon y Martha Davis de The Motels. Slick entonces contribuyó en varias pistas con la guitarra en un remix de Mark Plati para la canción A Forest del grupo The Cure.
Desde 2006 fue miembro de los grupos The Eons, con el cantante y compositor Jeff Saphin, y de Slinky Vagabond. Slinky Vagabond eran Glen Matlock, Clem Burke, y Keanan Duffty. Slinky Vagabond tocó su concierto debut en el Joey Ramone Birthday Bash en mayo de 2007.
El 11 de febrero de 2011, Noble PR anunció Slick se había unido a los New York Dolls para su gira de marzo en el Reino Unido. El guitarrista de los New York Dolls Sylvain Sylvain confirmó la información: "Hemos hecho algunas llamadas y ahora por fin hemos conseguido Earl Slick a la guitarra. Así Earl va a unirse a nosotros para la próxima gira. Él es el nuevo miembro de los New York Dolls, si puedo poner eso en este momento".
En una entrevista en diciembre de 2011 aparecido en la revista Sound Check, Slick reveló que él está colaborando con el creciente artista indie, Me of a Kind. Finalmente en enero de 2013 se reveló que él tocaba la guitarra para David Bowie en su nuevo disco, The Next Day.

## Discografía

### Álbumes en solitario
- The Earl Slick Band (1975)
- Razor Sharp (1976)
- In Your Face (1991)
- Lost and Found (2000)
- Live 1976 (2001)
- Slick Trax (2002)
- Zig Zag (2004)
- Fist Full of Devils (2021)

### Álbumes con Phantom, Rocker, and Slick
- Phantom Rocker And Slick (1985)[8]
- Cover Girl (1986)[9]

### Álbumes como colaborador de David Bowie
- David Live (1974)
- Young Americans (1975)
- Station to Station (1976)
- Reality (2003)
- The Next Day (2013)

### Álbumes como colaborador de John Lennon
- Double Fantasy (1980)
- Milk and Honey (1984)

### Álbumes como colaborador de Jacques Dutronc
- C.Q.F.D...utronc (1987)

### Álbumes como colaborador de Dirty White Boy
- Bad Reputation (1990)

## Otros Proyectos

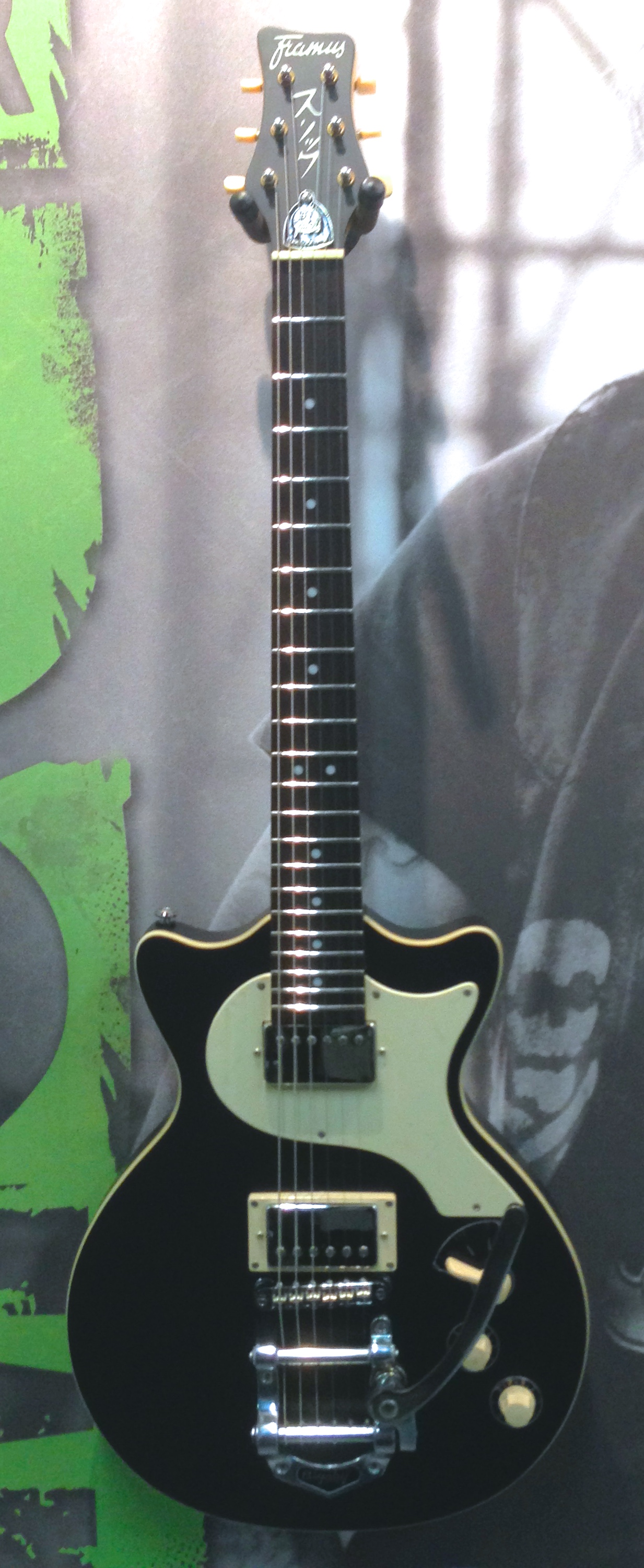
Framus Earl Slick model, Anaheim NAMM show, 2013

En 2010, Slick anunció que había comenzado a comercializar su propia línea de correas de guitarra a medida, llamada Slick Straps, en un acuerdo de distribución exclusiva con la guitarra Fetish, un taller de personalización de guitarra en línea. Además Slick ha sido citado como un respaldo a la línea de GFS de efectos de guitarra para pedales comercializados por Guitar Fetish. Más adelante, en 2011, Framus International anunció el lanzamiento de la guitarra Earl Slick con su firma impresa.